# Pradlik György
Pradlik György (1950-es évek – 2020-as évek) magyar állami ítélet-végrehajtó, Magyarország utolsó hivatalos hóhérja a halálbüntetés megszüntetése (1990) előtt.

## Élete
Pradlik Bogár János utódaként 1976-tól dolgozott ítélet-végrehajtóként, ennek keretében segédeivel kereste fel Magyarország különböző büntetés végrehajtási intézeteit (Budapesti Kisfogház, Vác, Győr, szegedi Csillag börtön), ahol ebben az időben, zárt falak mögött történtek a kivégzések. Pradlik itt végezte el ott a rá kiszabott feladatokat. Ilyen hivatását időszaka alatt már csak ő látott el Magyarországon (azaz több hóhér nem működött.) Állítása szerint közvetlen hozzátartozói sem tudták, hogy börtönbeli munkája milyen különleges területekre is kiterjed.
Valószínűleg összesen 32 kivégzésben vehetett részt 12 év alatt, 1976 és 1988 között. Utolsó feladata a gyilkosságért halála ítélt Vadász Ernő kivégzése volt 1988-ban. Magyarországon a rendszerváltás idején, 1990. október 24-én törölték el a halálbüntetést.
Életéről 2009-ben Az utolsó magyar hóhér címmel riportfilmet forgattak.
Pradlik istenfélő embernek tartotta magát, ennek ellenére nyugalomba vonulása után is halálbüntetés párti maradt. Az utolsó magyar hóhér daganatos betegségben hunyt el 70-es éveiben.

## Filmfelvétel
- Az utolsó magyar hóhér MTV, Múlt kor – Youtube.com, Közzététel: 2011.